# Camp de Pithiviers
Pour les articles homonymes, voir Pithiviers (homonymie).
Le camp de Pithiviers était un camp d'internement situé à Pithiviers dans le département du Loiret (France).
Avec les camps de Beaune-la-Rolande et de Jargeau, le camp de Pithiviers était l'un des trois camps implantés dans le département du Loiret.

## Localisation
Le camp était situé sur le territoire de la commune de Pithiviers, à proximité de la gare. Pithiviers est situé à environ quatre-vingt kilomètres au sud de Paris et dix-neuf au nord-ouest de Beaune-la-Rolande.

## Contexte historique
Le camp a été construit au début de la Seconde Guerre mondiale avec l'objectif d'y accueillir des familles réfugiées de Paris, puis des prisonniers de guerre allemands.
Après l'armistice du 22 juin 1940, il est utilisé d'abord pour des prisonniers de guerre français. Joseph Darnand, fondateur et dirigeant de la Milice française, fait prisonnier de guerre le 19 juin 1940, a été interné au camp de Pithiviers avant de s'en évader en août 1940.
À partir de septembre 1940, les autorités françaises recensent les Juifs étrangers sur ordre des Allemands, puis le régime de Vichy prend l'initiative de promulguer une loi sur le statut des Juifs (loi du 4 octobre 1940).

## Un camp d'internement des Juifs
Theodor Dannecker, représentant d'Adolf Eichmann à Paris de septembre 1940 à août 1942, souhaite cependant accélérer l'exclusion des Juifs, non seulement en les recensant et en les spoliant, mais également en les internant. Il peut compter sur Carltheo Zeitschel, qui partage avec lui les mêmes objectifs, et qui est chargé à l'ambassade d'Allemagne à Paris des relations avec le Commissariat général aux questions juives, créé le 29 mars 1941.

### L'internement des Juifs étrangers
Le 22 avril 1941, Theodor Dannecker informe le préfet régional Jean-Pierre Ingrand (1905-1992), représentant du ministère de l'Intérieur en zone occupée, de la transformation du camp de prisonniers de Pithiviers en camp d'internement, avec transfert de sa gestion aux autorités françaises. Les Allemands exigent dans le même temps l'application de la loi du 4 octobre 1940, qui permet l'internement des Juifs étrangers. Le seul camp de Pithiviers étant insuffisant, celui de Beaune-la-Rolande est également requis, pour une capacité totale de 5000 places.
Le gouvernement de Vichy transforma ainsi le camp de prisonniers de guerre en camp d'internement pour les Juifs arrêtés lors des rafles et plus particulièrement la Rafle du billet vert le 14 mai 1941, puis les rafles du Vel d'hiv du 16 et 17 juillet 1942. Après la rafle du Vel d'Hiv, environ 7 600 personnes sont transférées dans les camps du Loiret, où rien n’a été prévu pour les accueillir. Des épidémies se déclarent. Des enfants meurent.

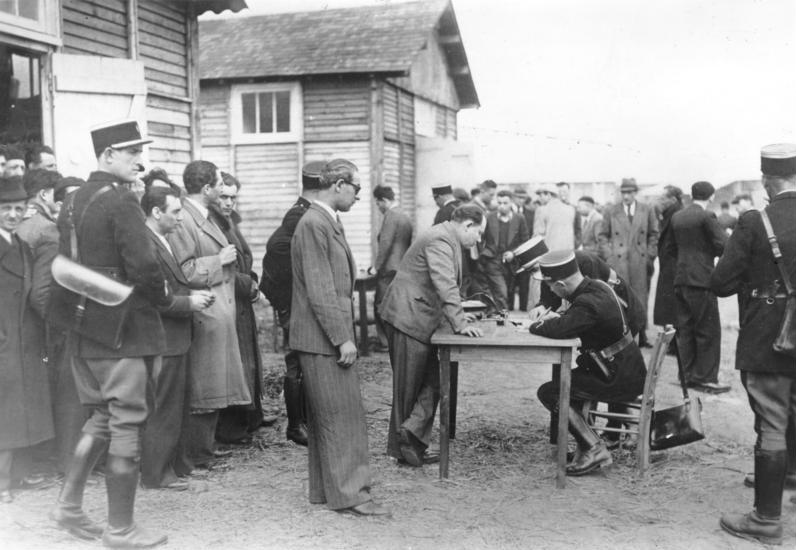
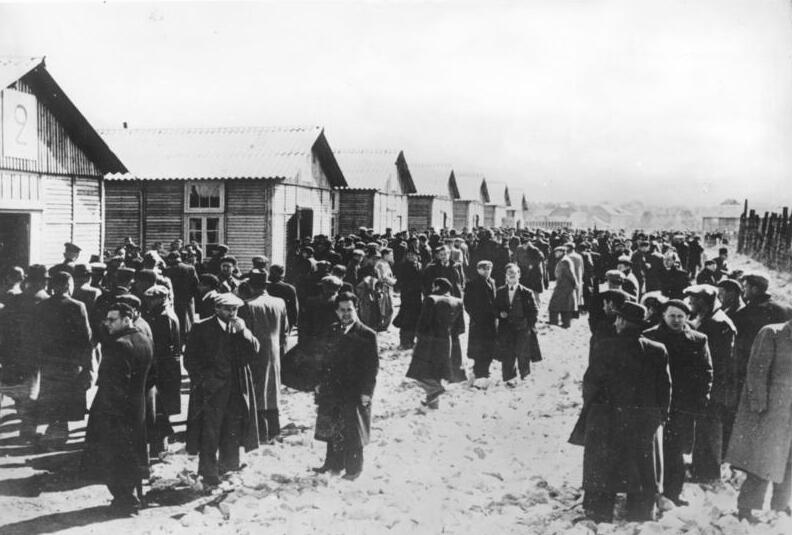
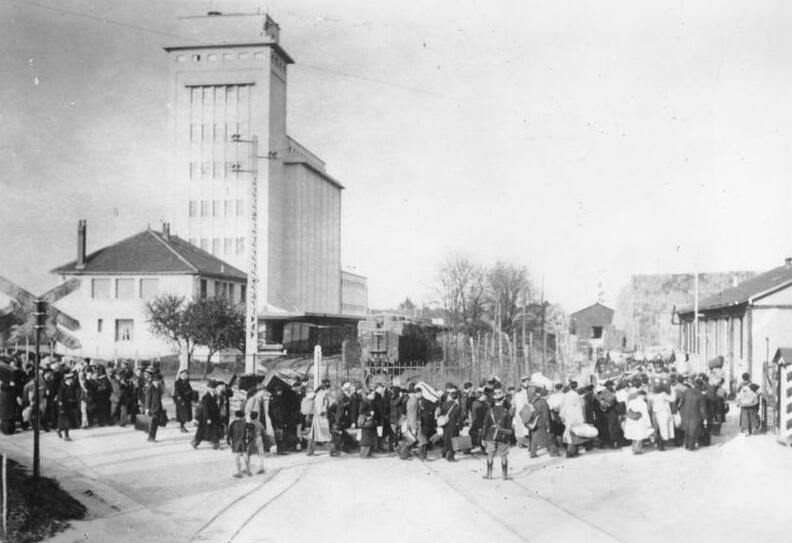

### La déportation des Juifs
Six convois partirent de Pithiviers les 25 juin, 17 juillet, 31 juillet, 3 août, 7 août et 21 septembre 1942, transportant 6 079 Juifs vers Auschwitz pour y être assassinés. Les autorités françaises ont proposé qu’on déporte également les enfants, que les nazis pourtant ne réclamaient pas encore. Dans l’attente de la réponse d’Eichmann à Berlin, les Allemands décident de déporter les adultes sans les enfants. Si les adolescents sont déportés avec leur père et les adolescentes avec leurs mères, à chaque départ, les gendarmes utilisent la force pour séparer les mères et les enfants en bas âge. La violence est extrême, les scènes d’une grande cruauté. Les très jeunes enfants ne seront déportés qu'à partir du 13 août 1942 vers Drancy (puis Auschwitz).
Il n'y eut que 115 survivants à la Libération, soit 1,8 % des déportés.
Après son arrestation à Saint-Benoît-sur-Loire, Max Jacob fut interné au camp de Drancy et y mourut.
Arrêtée le 13 juillet 1942, la romancière Irène Némirovsky, auteure du roman inachevé Suite française, y est transportée le 15 juillet 1942 avant d'être déportée le 17 juillet à Auschwitz par le convoi n°6. Elle y meurt un mois plus tard de la grippe (selon le certificat du camp), en fait plus sûrement du typhus.

## Un camp de détenus politiques
Le camp de Pithiviers fut évacué à la fin du mois de septembre 1942 pour être transformé en camp de concentration pour détenus politiques jusqu'en août 1944,.

## Lieux de mémoire
Les bâtiments ont été détruits au cours des années 1950 pour des raisons matérielles, non sans l'accord des associations mémorielles. Seule l'infirmerie, actuel 2 rue de Pontournois, a été conservée, pour servir d'habitation, mais détruit depuis les années 2010.
Le poste de garde, à l'entrée du camp, se trouvait au centre de l'actuel square Max-Jacob, 54 rue de l'Ancien camp (face au 59 de la même rue), et non à côté, où a été dressée une stèle explicative à une époque où seuls les récits des survivants permettaient de se faire une idée des lieux.
La limite opposée se situait à hauteur de l'actuel stade d'athlétisme, en retrait du 14 rue Gabriel-Lelong.
- Depuis janvier 2011, le Centre d'étude et de recherche sur les camps d'internement du Loiret a inauguré à Orléans un musée-mémorial.
- Un monument a été édifié, en 1957, sur le site du camp d'internement, rue de l'Ancien camp, non loin de la gare. Une urne noire contenant des cendres d'Auschwitz-Birkenau y a été déposée. Sur la stèle sont gravés les noms de Juifs internés dans le camp.
- En 1992, une plaque commémorative rappelant la déportation des enfants fut apposée sur le monument.
- Une plaque commémorative a été apposée sur la façade de l'ancienne gare, en 1994, par l'association Fils et filles de déportés juifs de France.

## Photographies
Au début des années 2010, 200 planches-contacts traitant de Paris sous l'Occupation réapparaissent lors d'une foire à Reims. Cinq d'entre elles, soit une centaine de clichés, concernent la rafle du billet vert et la vie des déportés aux camps de Beaune-la-Rolande et de Pithiviers. Un brocanteur normand les achète et n'y pense guère jusqu'au visionnage d'un documentaire sur la Seconde Guerre mondiale. Il prend alors contact avec des collectionneurs, qui finissent par les léguer au Mémorial de la Shoah.
Le photographe de ces clichés pourrait être Harry Croner, membre d'une Compagnie de propagande qui accompagnait ce jour-là Theodor Dannecker et quelques officiels allemands assister aux opérations. Certaines photos furent publiées dans la presse collaborationniste, figurant par la suite dans des fonds d'archives ou des ouvrages historiques mais sans que le nom du photographe soit indiqué.
L'un des clichés est célèbre pour avoir été repris dans le film Nuit et Brouillard (1956) d'Alain Resnais ; il était autrefois convenu que la photo avait été prise à Pithiviers alors qu'on sait de nos jours qu'il s'agit de Beaune-la-Rolande.

## Pour approfondir